# Enhydris jagorii
Espèce
Synonymes
- Hypsirhina jagorii Peters, 1871
- Hypsirhina smithi Boulenger, 1914

Statut de conservation UICN

 DD  : Données insuffisantes
Enhydris jagorii est une espèce de serpents de la famille des Homalopsidae.

## Distribution
Cette espèce est endémique de Thaïlande.

## Description
Enhydris jagorii mesure de 31,5 à 47 cm dont environ 9,5 cm pour la queue pour les mâles et de 29 à 51,5 cm dont environ 7 cm pour la queue pour les femelles.

## Étymologie
Cette espèce est nommée en l'honneur d'Andreas Fedor Jagor.

## Publication originale
- Peters, 1863 : Über die von Hrn. Dr. F. Jagor in Siam gesammelten Amphibien. Monatsberichte der königlichen Akademie der Wissenschaften zu Berlin, vol. 1863, p. 245-247 (texte intégral.